# 第三浪潮 (實驗)
第三浪潮（The Third Wave）是美國加利福尼亞州高中历史教师罗恩·琼斯于1967年发起的一项实验性社会运动，旨在解释為什麼納粹德國以及第二次世界大战時期的德国民众會服從納粹政權。 
虽然琼斯在历史课上向他的学生介绍纳粹德国，但琼斯发现很难解释德国人民為何會服從纳粹政權。他决定進行一項社会實驗来展示法西斯主义的吸引力。這項實驗一共進行了5天。
不過这一运动的規模出乎罗恩·琼斯所料，课堂之外的人也被課堂上的學生吸引進來，實驗人數开始發展到数百人，琼斯开始觉得这个实验已经失控了。他最終告诉他的学生这场實驗的真实性质是有關法西斯主义的教育实验，同時他還當著學生的面播放了一部關於纳粹德国的短片。
该教育實驗于1981年被改编成美国电影The Wave，并于2008年被改编成德国电影惡魔教室 。

## 外部鏈接
- The original essay by Jones (1976) （页面存档备份，存于）
- Lesson Plan （页面存档备份，存于） – Third Wave documentary film, as told by the original Third Wave students and teacher
- 官方网站 – story history, FAQ and links by original Third Wave students
- TheWave.tk （页面存档备份，存于） – includes information about novel, stage and screen adaptations of the story
- "Nazis für fünf Tage" ("Nazis for five days") （页面存档备份，存于） in Der Spiegel （德語）
- Whiting, Sam. . San Francisco Chronicle. Hearst Corp. January 30, 2010  [January 30, 2010]. （原始内容存档于2010-02-18）.